# Blan
Blan (okzitanisch gleichlautend) ist eine französische Gemeinde mit 1.101 Einwohnern (Stand: 1. Januar 2022) im Département Tarn in der Region Okzitanien. Die Gemeinde gehört zum Arrondissement Castres und ist Mitglied im Gemeindeverband Communauté de communes Aux sources du Canal du Midi. Die Einwohner werden Blannais und Blannaises genannt.

## Geografie

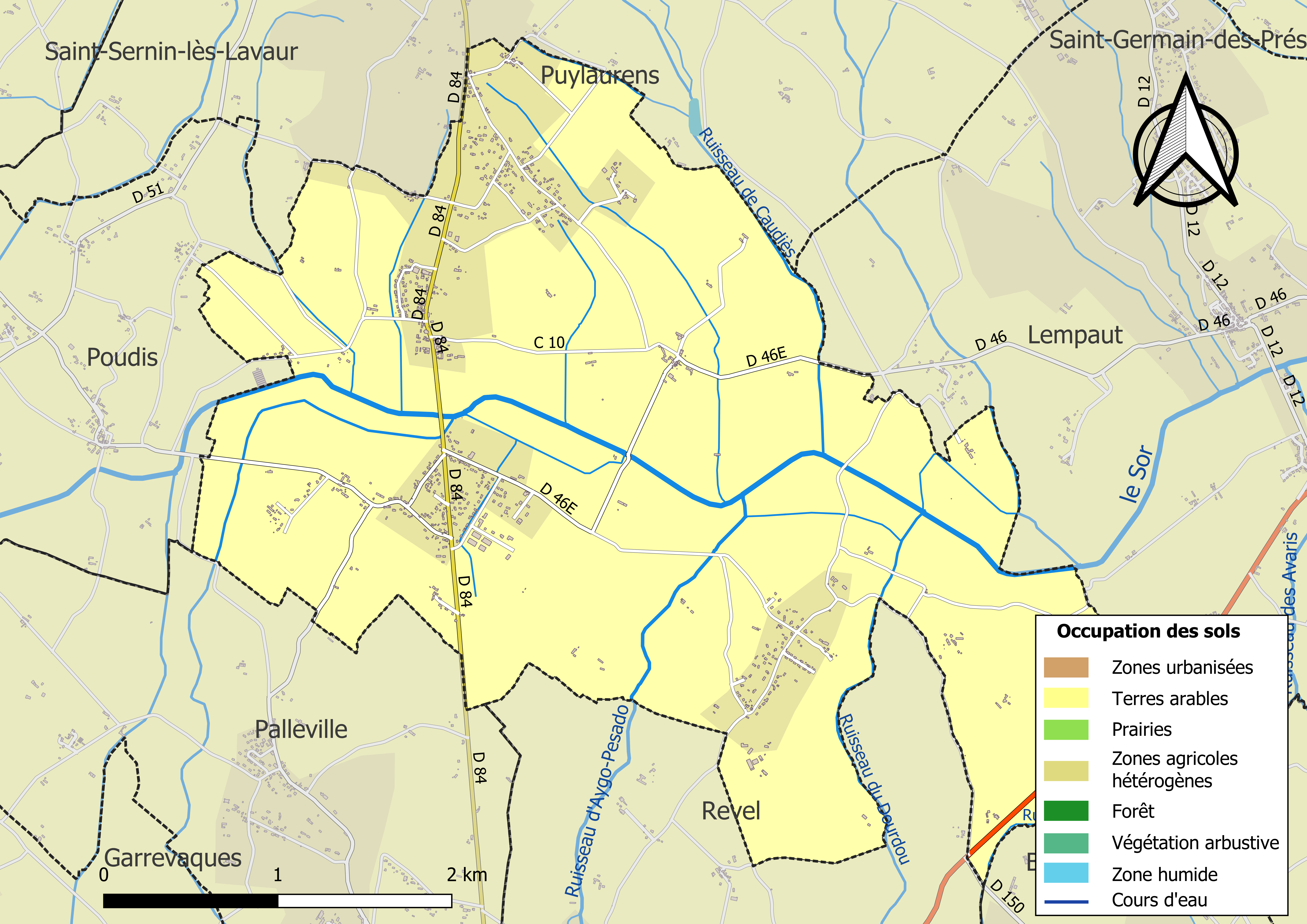
Bodennutzung, Hydrografie und Infrastruktur der Gemeinde (2018)

Blan befindet sich in der historischen Landschaft des Lauragais am südlichen Rand des Départements an der Grenze zum benachbarten Département Haute-Garonne, etwa 45 Kilometer nordnordwestlich von Carcassonne und etwa 46 Kilometer ostsüdöstlich von Toulouse.
Das Gebiet befindet sich im Einzugsgebiet der Garonne und wird vom Sor, vom Ruisseau d’Aygo-Pesado, vom Ruisseau de Caudiès, vom Ruisseau du Dourdou, vom Ruisseau de Rieutort und von verschiedenen kleineren Bächen entwässert. Der Sor durchquert das Gemeindegebiet zentral von West nach Ost. Der Ruisseau d’Aygo-Pesado mündet von Süden kommend zentral in den Sor.
Etwa 96 % der Fläche der Gemeinde werden landwirtschaftlich genutzt, der restliche Teil entfällt auf bebautem Grund.
Umgeben wird Blan von den Nachbargemeinden Puylaurens im Norden, Lempaut im Osten, Lagardiolle im Osten und Südosten, Belleserre im Südosten, Revel im Süden, Palleville im Süden und Südwesten sowie Poudis im Westen.

## Bevölkerungsentwicklung

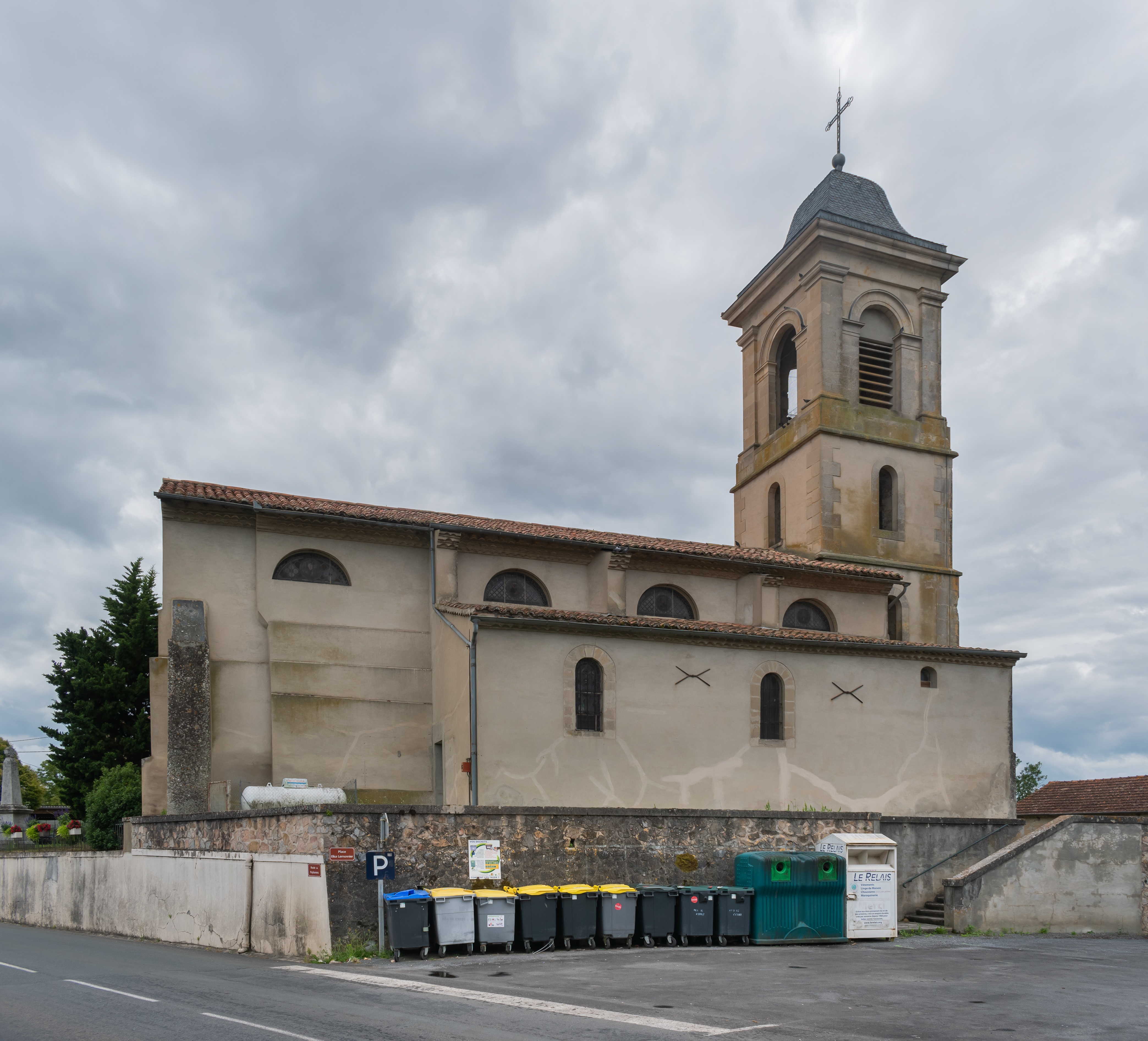
Kirche Notre-Dame

| Jahr                      | 1962 | 1968 | 1975 | 1982 | 1990 | 1999 | 2006 | 2013 | 2020 |
| Einwohner                 | 414  | 434  | 515  | 608  | 737  | 749  | 875  | 1167 | 1123 |
| Quelle: Cassini und INSEE |      |      |      |      |      |      |      |      |      |

## Sehenswürdigkeiten
- Kirche Notre-Dame

## Verkehr
Die Departementsstraße 84 von Revel nach Puylaurens durchquert die Gemeinde von Süd nach Nord. Eine Buslinie der regionalen Transportgesellschaft liO verbindet Blan mit Revel und Castres.